# Jeanne de France (1343-1373)
Pour les articles homonymes, voir Jeanne de France et Jeanne de Valois.
Titres
Reine consort de Navarre
12 février 1352 – 3 novembre 1373
(21 ans, 8 mois et 22 jours)
Lieutenant-général du royaume de Navarre
(en l'absence du roi Charles II)
mai 1369 – août 1372
(3 ans et 3 mois)
Jeanne de France (ou de Valois), née le 24 juin 1343 à Châteauneuf-sur-Loire et morte le 3 novembre 1373 à Évreux, est une princesse royale, fille du roi Jean II le Bon, devenue reine consort de Navarre par son mariage avec le roi Charles II le Mauvais. Elle a joué un rôle non négligeable sur la scène politique du royaume de France dans le troisième quart du XIVe siècle, à la fois dans les relations diplomatiques tendues de son époux avec le royaume de France et dans le gouvernement des possessions de ce dernier.

## Mariage et descendance
Jeanne, née à Châteauneuf-sur-Loire le 24 juin 1343, est l’aînée des filles survivantes de Jean le Bon, alors duc de Normandie et héritier du royaume de France, et de sa première épouse, Bonne de Luxembourg.
Le 21 juin 1347 est conclu le contrat de mariage entre Jeanne et l'héritier du duché de Brabant, Henri, duc de Limbourg, fils et héritier du duc Jean III de Brabant. La mort du fiancé, en 1349, met un terme à ce projet matrimonial.
En février 1352 elle épousa au château du Vivier, près de Fontenay-Trésigny en Brie, Charles II le Mauvais (1332-1387), roi de Navarre et comte d'Évreux. Le couple eut au moins sept enfants :
| Prénom   | Naissance                                  | Mort                                   | Notes |
| -------- | ------------------------------------------ | -------------------------------------- | --- |
| Charles  | 22 juillet 1361, Mantes                    | 8 septembre 1425, Olite (Navarre)      | Roi de Navarre (1387-1425) après son père sous le nom de Charles III; marié en 1375 à Éléonore de Trastamare, fille d'Henri II, roi de Castille (d'où postérité); |
| Philippe | 4e trimestre 1363, en Navarre              | mort jeune                             | Prénommé en l'honneur de son oncle Philippe de Navarre, mort quelques mois auparavant. Mort en tombant d’une fenêtre, échappé par sa nourrice. |
| Marie    | peu av. 10 septembre 1365, Puente la Reina | ?                                      | Mariée à Alphonse, alors fils aîné et principal héritier d'Alphonse d'Aragon, marquis de Villena (sans postérité). |
| Pierre   | 31 mars 1366, Évreux                       | 29 juillet 1412                        | Comte de Mortain. Épouse (1411) Catherine, fille de Pierre II, comte d'Alençon (sans postérité). |
| Blanche  | 1368                                       | av. 30 septembre 1382, Olite (Navarre) | Morte à l'âge de 14 ans. |
| Jeanne   | fin mai 1369, Estella (Navarre)            | 1437                                   | Mariée (1386) à Jean IV (†1399), duc de Bretagne (d'où postérité), puis (1403) à Henri IV (†1413), roi d'Angleterre (sans postérité) |
| Bonne    | 1373, peut-être à Évreux                   | 1383 (av. le 12 décembre), en Navarre  | Prénommée en l'honneur de sa grand-mère maternelle Bonne de Luxembourg, sa naissance coûte peut-être la vie à sa mère. Demeurée en France après le décès de cette dernière, elle était en compagnie de son frère Pierre à Breteuil en juin 1377, puis toujours en sa compagnie en avril 1378 quand la place fut prise par les troupes françaises. Elle fut alors placée dans l'hôtel de Catherine, la fille du roi Charles V. Venue pour la première fois en Navarre en 1381 dans la suite de son frère Charles, elle y mourut 2 ans plus tard. |

Des compilations généalogiques mentionnent parfois aussi une cinquième fille, Isabelle, qui aurait été élevée au monastère de Santa-Clara à Estella, en Navarre, mais cette infante n'est pas mentionnée par les historiens ayant travaillé sur les sources comptables et archivistiques.